# Van Knobelsdorff

Van Knobelsdorff is een van oorsprong Duitse familie waarvan leden sinds 1837 tot de Nederlandse adel behoren.

## Geschiedenis

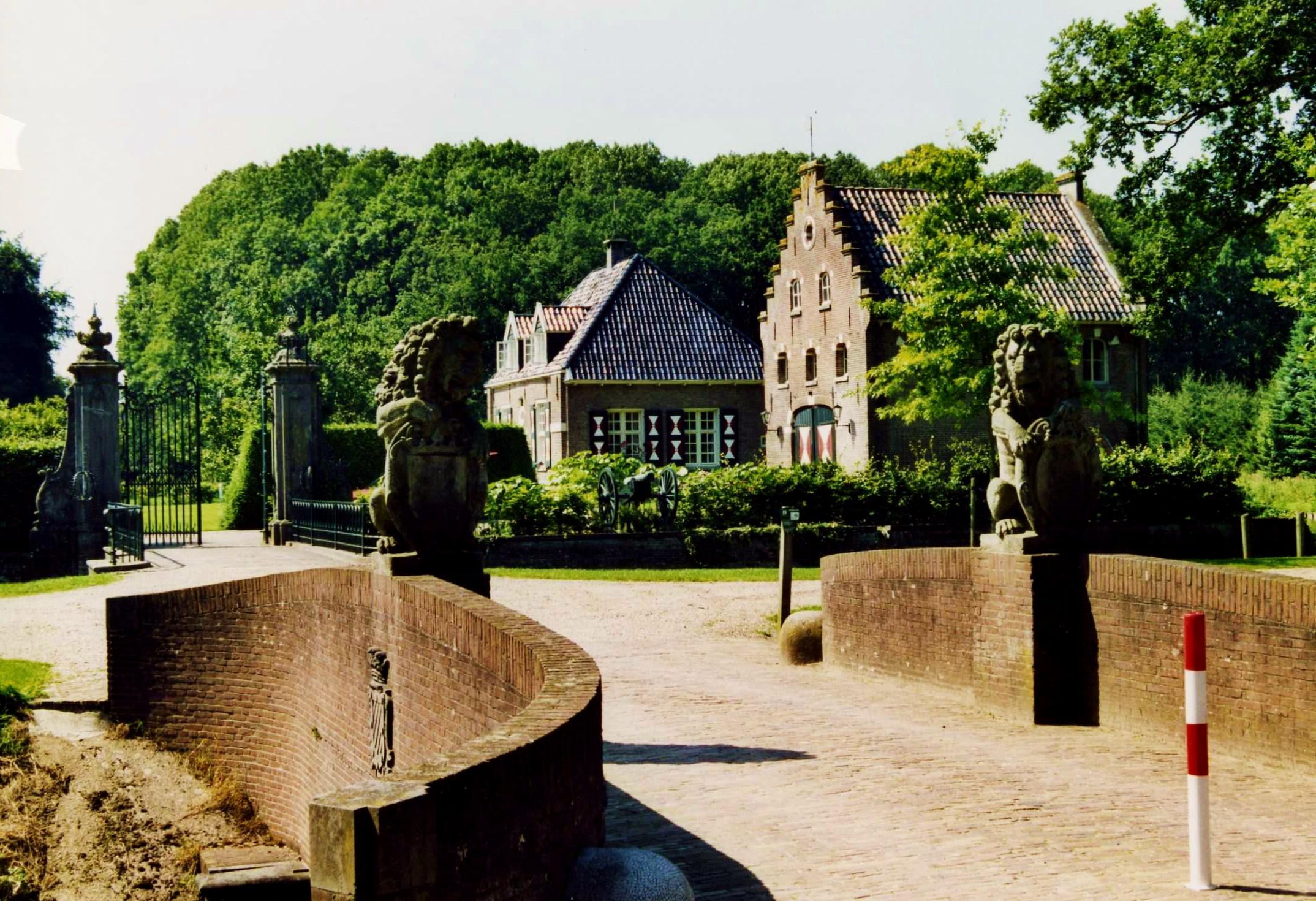
Toegangshekken van de Gelder

De stamreeks begint met Fritsche von Knobelochstorff die vermeld wordt in 1388 en stichter was van Märkisch Friedland. Zijn nazaat Friedrich Wilhelm Ernst von Knobelsdorff (1752-1820) trouwde in 1791 met Johanna Philippina Hermanna van Dedem tot de Gelder (1772-1860); hun zoon Frederik Willem Adriaan Karel van Knobelsdorff (1810-1894) werd bij KB van 18 april 1837 ingelijfd in de Nederlandse adel met de titel van baron overgaand op alle nakomelingen en werd daarmee de stamvader van de Nederlandse tak.

## Enkele telgen
Friedrich Wilhelm Ernst von Knobelsdorff (1752-1820), luitenant-generaal, Pruisisch gezant bij de Verheven Porte; trouwde in 1791 met jkvr. Johanna Philippina Hermanna van Dedem, vrouwe van de Gelder (1772-1860), grootmeesteres van Anna Paulowna
- mr. Frederik Willem Adriaan Karel van Knobelsdorff, heer van de Gelder, Krijtenberg en Scherpenzeel (1810-1894), wethouder van Wijhe, kamerheer i.b.d.
  - Hendrik Antonie Zwier baron van Knobelsdorff, heer van de Gelder, Krijtenberg, Scherpenzeel, Nijenhuis en Ammerfelde (1840-1905), kamerheer i.b.d.; trouwde in 1863 met Adelaïde Jeanne Henriette barones van Pallandt (1838-1912), dame du palais
    - Frederik Willem Adriaan Karel baron van Knobelsdorff (1865-1932)
      - drs. Willem Ernest baron van Knobelsdorff (1916-1975), burgemeester
      - Johannes baron van Knobelsdorff (1917-2020), burgemeester van onder andere Sassenheim, dijkgraaf Hoogheemraadschap van Rijnland